# Thomas Brehl
Thomas Brehl (* 1. Januar 1957 in Fulda; † Dezember 2010 in Langen) war ein deutscher Neonazi. Er war Mitgründer und Leiter des Kampfbundes Deutscher Sozialisten (KDS).

## Jugend und Ausbildung
Nach dem Abschluss der mittleren Reife 1973 strebte er das Abitur an, musste die Ausbildung jedoch wegen des Todes seines Vaters 1974 abbrechen und bewarb sich beim Bundesgrenzschutz (BGS) in Fulda. In seiner Autobiografie beschreibt er, wie er noch während seiner Zeit beim BGS „mit einigen anderen Kameraden eine kleine NS-Zelle ins Leben“ rief, mit der in einer „mit Plakaten und Hakenkreuzfahnen geschmückten Privatwohnung“ gefeiert und gelegentlich mit SA- und SS-Uniformen in der Stammdisko einmarschiert wurde. Nach einer weiteren Feier, die gewalttätig auslief, wurde er festgenommen und quittierte wenig später den Dienst beim BGS.

## Politischer Werdegang
Brehl fiel erstmals zu Beginn der 1980er Jahre als Leserbriefschreiber in der Zeitschrift MUT (1981) und den Neonazi-Publikationen Zentralorgan, Hamburger Sturm und Recht und Wahrheit auf. Zur gleichen Zeit gründete der im Umfeld der Wiking-Jugend (WJ) aktive Brehl die Nationale[n] Aktivisten, die sich im Januar 1983 mit der Aktionsfront Nationaler Sozialisten des damals führenden  deutschen Neonazis Michael Kühnen zur Aktionsfront Nationaler Sozialisten/Nationale Aktivisten (ANS/NA) zusammenschlossen. Brehl wurde Bereichsleiter Süd.
1984 schloss Brehl in Tann zusammen mit dem „Führer“ der WJ, Wolfgang Nahrath, ein Bündnis. Außerdem war Brehl maßgeblich beteiligt am 1984 von ihm mitbegründeten Komitee zur Vorbereitung der Feierlichkeiten zum 100. Geburtstag Adolf Hitlers (KAH) und leitete die „Wehrsportgruppe Fulda“. Nach dem Verbot der ANS/NA 1983 gründeten Brehl, Kühnen und Christian Worch die Nachfolgeorganisationen Gesinnungsgemeinschaft der Neuen Front (GdNF).
Nach der Verurteilung des österreichischen Neonazis Gottfried Küssel im September 1993 zu zehn Jahren Haft wegen NS-Wiederbetätigung gründete Brehl zusammen mit Frank Hübner eine „Nationale Initiative Freiheit für Gottfried Küssel“. 1996 forderte er in der Neonazi-Zeitschrift Freie Stimme zur Solidarität mit dem inhaftierten „Chef“ der NSDAP-Aufbauorganisation, Gary Lauck, auf.
1999 gründete Brehl zusammen mit weiteren Neonazis den rechtsextremen Kampfbund Deutscher Sozialisten (KDS), der mittels einer Querfrontstrategie linksextreme Strömungen einbinden wollte. So berief sich der KDS zeitgleich auf Joseph Goebbels, Friedrich Engels und Ernst Thälmann und erklärte Jassir Arafat, Kim Jong Il und Saddam Hussein zu „zeitgenössischen Vorbildern im Befreiungskampf“. Brehl wurde Kopf der „Organisationsleitung“ und gab sich selbst die Bezeichnung „Stabschef“. Sein Domizil in Langen bezeichnete er als „Hauptgefechtsstand“.
Am 27. April 2002 beteiligte sich Brehl an einer Delegation des KDS, die anlässlich des Geburtstages von Saddam Hussein die irakische Botschaft in Berlin besuchte. In der Folgezeit gehörte der Neonazi mehrfach zu persönlich geladenen Gästen des irakischen Botschafters Shamil A. Mohammed.
2004 zeigte Brehl wie die übrige KDS-Spitze Annäherungsbemühungen an die NPD, obwohl er noch 2003 in der rechtsextremen Zeitschrift Recht und Wahrheit deutlich gegen die Partei Stellung genommen hatte.
Bei einer Versammlung des KDS am 4. Februar 2006 in Leverkusen verließ Brehl die Organisationsleitung auf eigenen Wunsch. Nachfolger wurde der Neonazi Thomas Gerlach.
Brehl wurde 1992 von der Staatsschutzkammer des Landgerichts Frankfurt wegen der Gründung einer verbotenen Organisation zu einem Jahr Haft mit Bewährung verurteilt.
Thomas Brehl wurde am 31. Dezember 2010 tot in seiner Wohnung aufgefunden. Sein Freund Axel Reitz gab am 1. Januar 2011 bekannt, dass Brehl aufgrund einer Blasenentzündung gestorben sei. In einem Interview mit Philip Schlaffer behauptete Reitz 2020, dass Brehl zeitlebens homosexuell gewesen sei.